# North American Soccer League 1975
La temporada 1975 de la North American Soccer League (NASL) fue la 8.ª edición realizada de la primera división del fútbol en los Estados Unidos y Canadá. Los campeones fueron los Tampa Bay Rowdies ya que vencieron por 2-0 a los Portland Timbers y ganando su primera copa.

## Equipos participantes
| - Baltimore Comets - Boston Minutemen - Chicago Sting (Nuevo equipo) - Dallas Tornado - Denver Dynamos - Hartford Bicentennials (Nuevo equipo) - Los Angeles Aztecs - Miami Toros - New York Cosmos - Philadelphia Atoms | - Portland Timbers (Nuevo equipo) - Rochester Lancers - San Antonio Thunder (Nuevo equipo) - San Jose Earthquakes - Seattle Sounders - St. Louis Stars - Tampa Bay Rowdies (Nuevo equipo) - Toronto Metros-Croatia (Anteriormente como los Toronto Metros) - Vancouver Whitecaps - Washington Diplomats |

## Tabla de posiciones
Sistema de puntos: 6 puntos por una victoria, uno por una victoria en penales, ninguno por una derrota y 1 punto adicional a cualquier encuentro disputado que haya marcado hasta 3 goles en un partido.

### División del norte
| Pos. | Equipos                | PJ | G  | P  | GF | GC | Dif. | Pts. |
| ---- | ---------------------- | -- | -- | -- | -- | -- | ---- | ---- |
| 1    | Boston Minutemen       | 22 | 13 | 9  | 41 | 29 | +12  | 116  |
| 2    | Toronto Metros-Croatia | 22 | 13 | 9  | 39 | 28 | +11  | 114  |
| 3    | New York Cosmos        | 22 | 10 | 12 | 39 | 38 | +1   | 91   |
| 4    | Rochester Lancers      | 22 | 6  | 16 | 29 | 49 | -20  | 64   |
| 5    | Hartford Bicentennials | 22 | 6  | 16 | 27 | 51 | -24  | 61   |

     Clasifica a la fase final.

### División del este
| Pos. | Equipos              | PJ | G  | P  | GF | GC | Dif. | Pts. |
| ---- | -------------------- | -- | -- | -- | -- | -- | ---- | ---- |
| 1    | Tampa Bay Rowdies    | 22 | 16 | 6  | 46 | 27 | +19  | 135  |
| 2    | Miami Toros          | 22 | 14 | 8  | 47 | 30 | +17  | 123  |
| 3    | Washington Diplomats | 22 | 12 | 10 | 42 | 47 | -5   | 112  |
| 4    | Philadelphia Atoms   | 22 | 10 | 12 | 33 | 42 | -9   | 90   |
| 5    | Baltimore Comets     | 22 | 9  | 12 | 34 | 52 | -18  | 87   |

     Clasifica a la fase final.

### División del centro
| Pos. | Equipos             | PJ | G  | P  | GF | GC | Dif. | Pts. |
| ---- | ------------------- | -- | -- | -- | -- | -- | ---- | ---- |
| 1    | St. Louis Stars     | 22 | 13 | 9  | 38 | 34 | +4   | 115  |
| 2    | Chicago Sting       | 22 | 12 | 10 | 39 | 33 | +6   | 106  |
| 3    | Denver Dynamos      | 22 | 9  | 13 | 37 | 42 | -5   | 85   |
| 4    | Dallas Tornado      | 22 | 9  | 13 | 33 | 38 | -5   | 83   |
| 5    | San Antonio Thunder | 22 | 6  | 16 | 24 | 46 | -22  | 59   |

     Clasifica a la fase final.

### División del oeste
| Pos. | Equipos              | PJ | G  | P  | GF | GC | Dif. | Pts. |
| ---- | -------------------- | -- | -- | -- | -- | -- | ---- | ---- |
| 1    | Portland Timbers     | 22 | 16 | 6  | 43 | 27 | +16  | 138  |
| 2    | Seattle Sounders     | 22 | 15 | 7  | 42 | 28 | +14  | 129  |
| 3    | Los Angeles Aztecs   | 22 | 12 | 10 | 42 | 33 | +9   | 107  |
| 4    | Vancouver Whitecaps  | 22 | 11 | 11 | 38 | 28 | +10  | 99   |
| 5    | San Jose Earthquakes | 22 | 8  | 14 | 37 | 48 | -11  | 83   |

     Clasifica a la fase final.

## Fase final

### Cuartos de final
| Fecha        |                   | Resultado          |                        |
| ------------ | ----------------- | ------------------ | ---------------------- |
| 13 de agosto | Boston Minutemen  | 1 - 2 (pró.)       | Miami Toros            |
| 13 de agosto | St. Louis Stars   | 1 - 1 (5 - 4 pen.) | Los Angeles Aztecs     |
| 13 de agosto | Tampa Bay Rowdies | 1 - 0              | Toronto Metros-Croatia |
| 14 de agosto | Portland Timbers  | 2 - 1 (pró.)       | Seattle Sounders       |

### Semifinales
| Fecha        |                   | Resultado |                 |
| ------------ | ----------------- | --------- | --------------- |
| 16 de agosto | Tampa Bay Rowdies | 3 - 0     | Miami Toros     |
| 17 de agosto | Portland Timbers  | 1 - 0     | St. Louis Stars |

### Soccer Bowl
| Fecha        |                   | Resultado |                  |
| ------------ | ----------------- | --------- | ---------------- |
| 24 de agosto | Tampa Bay Rowdies | 2 - 0     | Portland Timbers |

| Bandera de Estados Unidos               |
| Campeón Tampa Bay Rowdies Primer título |

## Goleadores
| Jugador         | Equipo            | Goles | Puntos |
| --------------- | ----------------- | ----- | ------ |
| Steve David     | Miami Toros       | 23    | 52     |
| Derek Smethurst | Tampa Bay Rowdies | 18    | 39     |
| Gordon Hill     | Chicago Sting     | 16    | 39     |

## Premios

### Reconocimientos individuales
- Jugador más valioso

 Steve David (Miami Toros)
- Entrenador del año

 John Sewell (St. Louis Stars)
- Novato del año

 Chris Bahr (Philadelphia Atoms)